# Зобов'язання щодо надання публічних послуг
У контексті законодавства Європейського Союзу, зобов'язання щодо надання публічних послуг (англ. Public service obligation, PSO) — це зобов'язання, покладене на організацію законодавством або договором, надавати послуги, що становлять загальний інтерес на території ЄС. Public service obligation можуть діяти в будь-якій галузі суспільних послуг, але поштові послуги, соціальні послуги, енергетика, транспорт і банківська справа — це конкретні сектори, де ця модель є актуальною.

## Транспортне законодавство
У транспортному законодавстві ЄС ПСО — це угода, за якою орган управління або інший орган влади пропонує субсидії під час закупівлі на редукціоні, згідно з якою компанія-переможець зобов'язується надавати певну послугу перевезення громадським транспортом протягом певного періоду часу в обмін на субсидію. Зазвичай це призводить до того, що компанія-переможець отримує монополію на маршруті, оскільки послуги на основі конкуренції були б нежиттєздатними без субсидій. ПСО спрямовані на маршрути, які є збитковими на вільному ринку, але де є соціально бажана перевага від наявності транспорту.
підпис до зображення: Два літаки DHC Dash-8-100 норвезької авіакомпанії Widerøe в аеропорту Тронхейма, Вернес. Widerøe отримує значну частину своїх доходів від таких маршрутів PSO у Північній та Західній Норвегії.
ПСО може застосовуватися до багатьох видів транспорту, включаючи повітряний, морський, автомобільний та залізничний. У багатьох випадках запровадження ПСО було способом приватизації транспортних підприємств, що перебували у державній власності. Інфраструктура часто відокремлена від операційної діяльності і може належати органу управління або третій стороні. Орган влади може також зберігати право власності на транспортні засоби, як-от пороми чи інший рухомий склад.
Традиційно громадський транспорт управляється компанією, яка повністю належить державі і є монополістом, як, наприклад, національна залізнична компанія. Як альтернатива, приватним компаніям надавалися привілеї (з субсидіями або без них), що надавало їм монополію. В останні роки багато ринків було дерегульовано, особливо в Європі, шляхом надання права обслуговування маршрутів перевізнику, який запропонував найнижчу ціну (тобто вартість 1 км транспортної роботи, що не є тарифом для пасажирів) за послугу перевезення. 

### Особливості відбору перевізника
Органом, що оголошує редукціон (закупівлю послуг пасажирських перевезень зі зниженням вартості без втрати якості), може бути міністерство транспорту, округ, провінція, штат, виконавчі органи міської ради або інший регіональний чи місцевий орган влади, а також орган транспорту або інша спеціальна організація, відповідальна за певний вид транспорту чи всю систему в конкретній місцевості. Щоб виставляти послуги на редукціон, орган влади повинен бути зацікавлений у субсидуванні перевезень. Він також повинен мати повноваження перешкоджати іншим зацікавленим сторонам надавати конкуруючі послуги на окремих ділянках або в усій системі.
Організатор редукціону визначає низку умов надання послуг, як-от: частота, розмір транспортного засобу, час надання послуг, максимально дозволена вартість проїзду та/або інші вимоги, пов'язані з обслуговуванням та якістю послуг. Організатор редукціону може вказати контракт на умовах нетто або брутто. В останньому випадку перевізник подає заявку на повні операційні витрати, а весь дохід отримує організатор перевезень; за контрактом-брутто перевізник отримує весь дохід і подає заявку лише на різницю між доходами від оплати проїзду та доходами, необхідними для отримання бажаного прибутку. Використання контрактів-брутто зменшує ризик перевізника, оскільки йому не потрібно оцінювати пасажиропотік, і, як правило, призводить до нижчих пропозицій, оскільки в кожній пропозиції є менша надбавка за ризик. Цей варіант також полегшує створення вільних пересадок між перевізниками та видами транспорту.
Контракти-нетто дають перевізникам стимул для збільшення пасажиропотоку і зменшують ризик для організатора редукціону. Брутто-контракти, як правило, мають вищі адміністративні витрати для органу, що визначає і встановлює тарифи на проїзд. Міський громадський транспорт, який підпорядковується органу управління найчастіше працює на основі контрактів-брутто, тоді як авіакомпанії та поромні маршрути зазвичай працюють на основі контрактів-нетто.
Типові приклади використання ПСО включають регіональні авіаперевезення в Північній Норвегії або Ірландії, де авіакомпанії обслуговують малонаселені райони, які не є прибутковими для перевізників без субсидій. 
Залізничні перевезення можуть бути збитковими навіть на основних маршрутах, і державні субсидії іноді пропонуються через ПСО. Це було дуже популярно в Німеччині. 
Більшість міст субсидують свій громадський транспорт, а там, де транспорт надають приватні компанії, субсидії можуть надаватися через ПСО. 
Іншими поширеними послугами ПСО є пороми, як, наприклад, маршрути до Готланду у Швеції, або автомобільні пороми вздовж дорожньої мережі Норвегії. Поромні маршрути, що сполучають віддалені острови в Гонконзі, також субсидуються внаслідок зростання цін на нафту, а отже, і вартості перевезень.

### Європейський союз
В Європейському Союзі договір ПСО на авіаційних маршрутах регулюється Регламентом (ЄС) № 1008/2008 та Регламентом Ради (ЄЕС) 3577/92. Вони повинні бути оголошені на тендер в Офіційному віснику Європейського Союзу і відкриті для будь-якого транспортного перевізника, зареєстрованого в державі-члені ЄС. Існують обмеження щодо кількості пасажирів, які можуть перевозитися на маршруті, який може залишатися прийнятним для ПСО. Переможець тендеру зазвичай отримує монополію на маршруті, але може бути зобов'язаний дотримуватися однієї або декількох умов надання послуг, як-от: тип і розмір транспортного засобу, час надання послуг, максимальна вартість проїзду за частину або всі пропоновані місця, членство в єдиній системі бронювання, якість послуг, що вимірюється максимальним відсотком скасованих рейсів тощо.
Прикладами повітряних транспортних PSO, які зараз діють в Європі, є маршрути з Дубліна до Керрі та Донегалу, маршрути між материковою частиною Греції та грецькими островами, маршрути з материкової частини Італії до Сардинії та Ельби, маршрути між материковою частиною Франції та Корсикою, певні внутрішні маршрути в Швеції та Фінляндії, а також маршрути до Шотландського нагір'я та островів.
Міжнародні маршрути, як правило, не підтримуються ПСО. Це пов'язано з політичним принципом, що люди повинні платити за міжнародні подорожі самі, а не за рахунок податків. Це особливо помітно в Скандинавії, де дуже мало міжнародних авіаперевезень між містами, окрім як через столиці, де з'єднання є комерційно вигідними. Існують винятки, наприклад, нічні поїзди Стокгольм-Нарвік.
Міські, приміські та регіональні пасажирські перевезення громадським транспортом підпадають під дію регламенту ЄС 1370/2007, який прийшов на зміну регламентів Ради (ЄЕС) № 1191/69 та № 1107/70. Він набув чинності у 2009 році і зараз є частиною транспортного законодавства кожної держави-члена ЄС. Відповідно всі процедури визначення перевізників для обслуговування конкретних маршрутів відбуваються у відповідності до регламенту ЄС 1370/2007. 
Термін PSO також використовується щодо виробництва електроенергії, наприклад, вітряних електростанцій та електростанцій на біомасі.

## ПСО в Україні (в енергетиці)
Механізм PSO присутній й в українському законодавстві щодо постачання енергоносіїв (електроенергії та газу). Термін перекладено як «покладання спеціально обов'язку» (ПСО), що співзвучно з англомовною абревіатурою PSO.

### На ринку електроенергії
PSO для населення (офіційно — спеціальні обов'язки учасників ринку електричної енергії для забезпечення загальносуспільних інтересів у процесі функціонування ринку електричної енергії) — запроваджені Законом України «Про ринок електричної енергії». механізм покладання спеціальних зобов'язань з постачання електроенергії для потреб населення. Передбачає надання субсидій для постачальників електроенергії для населення — постачальників універсальних послуг (ПУП).

### На ринку природного газу
Спеціальні обов'язки для забезпечення загальносуспільних інтересів у процесі функціонування ринку природного газу — визначені статтею 11 Закону України «Про ринок природного газу». Ця стаття визначила такі загальносуспільні інтереси:
1. національна безпека, а також безпека постачання природного газу;
2. стабільність, належна якість та доступність енергоресурсів;
3. захист навколишнього природного середовища, у тому числі енергоефективність, збільшення частки енергії з альтернативних джерел та зменшення викидів парникових газів;
4. захист здоров'я, життя та власності населення.

## ПСО в Україні (в пасажирських перевезеннях)
Щодо галузі пасажирських перевезень громадським транспортом, то згідно з Угодою про Асоціацію між Україною та ЄС, і тим паче з набуттям статусу країни-кандидата, Україна зобовʼязана впровадити регламент ЄС 1370/2007 в норми національного законодавства. Проте, за підсумками 2023 року Україна лише на 2% наблизилась до виконання своїх євроінтеграційних зобов'язань у галузі транспорту, збільшивши частку імплементації європейських директив із 53% до 55%.